# Europameisterschaften 1906
Als Europameisterschaft 1906 oder EM 1906 bezeichnet man folgende Europameisterschaften, die im Jahr 1906 stattfanden:
- Eiskunstlauf-Europameisterschaft 1906
- Inoffizielle Ringer-Europameisterschaften 1906
- Ruder-Europameisterschaften 1906